# Soledad Onetto
María Soledad Onetto González (Santiago de Chile, 27 de julio de 1976) es una periodista y presentadora de televisión chilena.

## Carrera profesional

### Televisión
Luego de terminar su educación primaria en el Colegio Compañía de María Apoquindo, realizó sus estudios de periodismo en la Pontificia Universidad Católica de Chile y su práctica profesional en el departamento de prensa de Canal 13. Poco después, condujo por algunos meses El pulso, noticiario central del extinto Canal 2 Rock & Pop. Más tarde, fue reclutada por Full Canal (una señal de Metrópolis Intercom) para conducir un programa sobre Internet y comercio. Después, se trasladó a Mega, donde condujo el programa periodístico Cara y sello.
En 2002 fue contratada por Canal 13 para conducir el noticiero matinal Teletrece AM junto a Ramón Ulloa, con quien hizo dupla por tres años. En 2004 participó como panelista en el espacio femenino Acoso textual, conducido por Sergio Lagos. Ese mismo año, fue elegida entre las 100 mujeres líderes chilenas que el cuerpo Economía y Negocios de “El Mercurio y “Mujeres Empresarias” elige cada año. 
En 2005 asumió la conducción del noticiario nocturno del canal, Telenoche. Su notorio interés por la tecnología se hizo presente también en la conducción del programa Estamos conectados en Canal 13 Cable y fue rostro de Ripley para una campaña de esa área.
Durante 2006 asumió la conducción del matinal Viva la mañana junto con Carlo von Mühlenbrock y Jeannette Moenne-Loccoz. Sin embargo, decidió abandonar el espacio para enfocarse en el noticiario vespertino 6PM, de orientación juvenil-tecnológica. En Canal 13, también condujo el noticiero Teletarde y el docureality Cásate conmigo. 

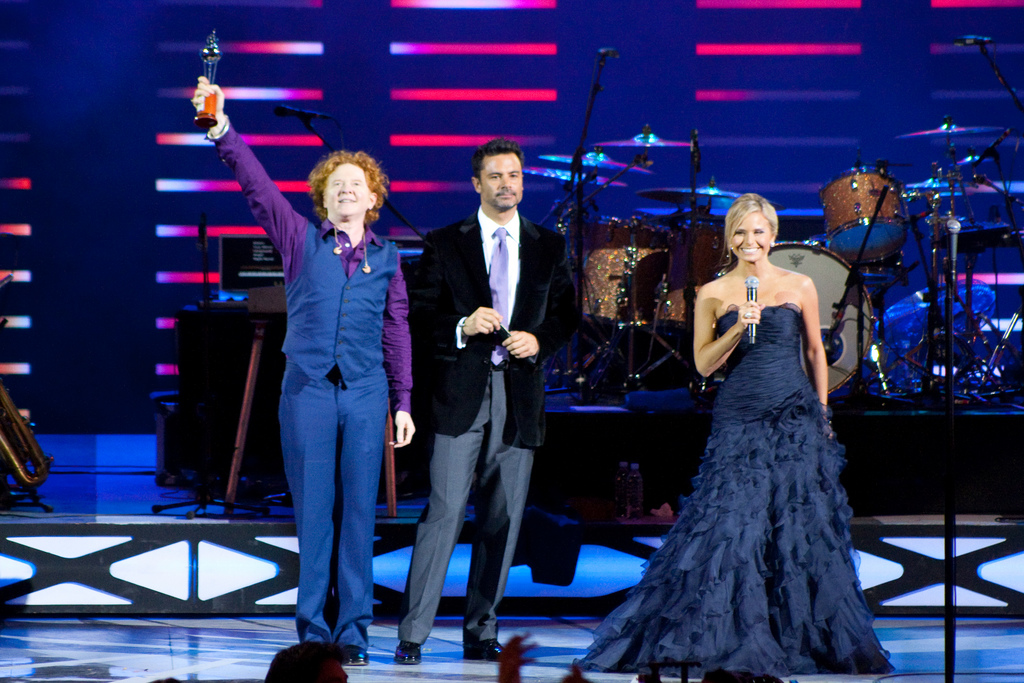
Onetto (a la derecha) como presentadora del Festival de Viña del Mar en 2009, junto a Felipe Camiroaga y Mick Hucknall.

Durante 2009 y 2010 animó el Festival Internacional de la Canción de Viña del Mar junto a Felipe Camiroaga. Tras su paso por el certamen, asumió la conducción del noticiario central junto a Iván Valenzuela. Sin embargo, en 2011 fue removida de ese cargo y decidió renunciar a Canal 13, asegurando que el canal incumplió su contrato, manteniéndose alejada de la pantalla por un año.
En diciembre de 2010 fue reconocida por la Agrupación Nacional de Periodistas de Chile, quienes le otorgaron el "Premio al periodismo de excelencia año 2010".[cita requerida]
En 2012 llegó a Mega donde por un año condujo el programa de conversación En pauta. En 2013 asumió como presentadora de Meganoticias, noticiario de Mega.
En 2018 asume la conducción del programa de entrevistas Más Vale Tarde, emitido en horario prime.
Entre 2019 y 2020, y nuevamente en 2021, es también parte panelista y conductora del matinal Mucho gusto.
En 2021 lideró el programa de conversación política El candidato/La candidata, que entrevistaba a los candidatos a la presidencia a la elección de ese año.
Según una encuesta de Cadem de febrero de 2022, Soledad Onetto era el rostro de departamentos de prensa de la televisión chilena más reconocidas y creíbles, con un 94 % de conocimiento y 79 % de evaluación positiva.
El 26 de febrero de 2023, tras 11 años decide dejar Mega para regresar a Canal 13 donde retomó la conducción de Teletrece central junto a Ramón Ulloa desde marzo.

### Radio
Durante 2007 y parte de 2008 condujo el programa Efecto invernadero en radio Duna FM. Además, y hasta 2017, fue parte de Radio Cooperativa. Desde 2018 es parte de Radio Infinita.

## Controversias
Durante septiembre de 2019 (previo al estallido social), la periodista fue agredida por un grupo de estudiantes no encapuchados de la Universidad Academia de Humanismo Cristiano, ante esto ella señaló: 

No voy a aceptar ningún tipo de violencia en contra de los demás ni en contra mío. Puedo pensar muy distinto a un alumno de la Academia de Humanismo Cristiano, él puede tener diferencias irreconciliables conmigo, pero no está en derecho ni insultar ni de patearme.
Soledad Onetto, septiembre de 2019.

Mediante un comunicado del rector de la universidad, Álvaro Ramis, lamentó los hechos señalando que la violencia es un fenómeno social y que se deben abordar las causas, sin embargo, en dicha carta no sé señaló específicamente si eran o no estudiantes de la institución, así como tampoco se condenaron los hechos violentos ocurridos, los cuales se justificaron en el comunicado, atribuyendo la manifestación a la desaparición de José Huenante, joven mapuche desaparecido.